# Szef służby cywilnej
Szef Służby Cywilnej – centralny organ administracji rządowej sprawujący nadzór nad służbą cywilną. Szef służby cywilnej m.in.: czuwa nad przestrzeganiem zasad służby cywilnej, kieruje procesem zarządzania zasobami ludzkimi w służbie cywilnej, gromadzi informacje o korpusie służby cywilnej, przygotowuje projekty aktów normatywnych dotyczących służby cywilnej, monitoruje i nadzoruje wykorzystanie środków finansowych przeznaczonych na wynagrodzenia i szkolenia członków korpusu służby cywilnej.
W latach 2006–2009 stanowisko nie istniało w związku z obowiązywaniem ustawy o państwowym zasobie kadrowym.

## Szefowie służby cywilnej
- Jan Szachułowicz (1997)
- Jan Pastwa (1997–2006)
- Sławomir Brodziński (2009–2014)
- Dagmir Długosz (2014, jako osoba zastępująca szefa służby cywilnej)
- Claudia Torres-Bartyzel (2014–2015)
- Dobrosław Dowiat-Urbański (2016[1]–2024)
- Anita Noskowska-Piątkowska (od 2024)[2]